# Дневник горничной (фильм, 1946)
«Дневник горничной» — фильм режиссёра Жана Ренуара по мотивам одноимённого романа Октава Мирбо.

## Сюжет
Юная Селестина приехала в деревню и устроилась горничной к Ланлерам. Своей красотой она надеялась обольстить богача. Но оказывается, господин Ланлер не самый подходящий вариант, так как весь дом полностью контролирует его жена, которой помогает загадочный дворецкий Жозеф, и тогда Селестина переключает свои усилия на соседа по имени Може, офицера в отставке. У неё всё получилось, но тут возвращается сын Ланлеров. Он молод, привлекателен и не разделяет антиреспубликанских взглядов своей матери. Таким образом, прелести Селестины привлекли сразу трёх мужчин: капитана Може, молодого Жоржа Ланлера и Жозефа — трёх представителей различных слоёв общества с тремя разными взглядами на жизнь.

## В ролях
- Полетт Годдар — Селестин
- Бёрджесс Мередит — капитан Могер
- Джудит Андерсон — мадам Ланлер
- Реджинальд Оуэн — капитан Ланлер
- Фрэнсис Ледерер — Джозеф
- Флоренс Бейтс — Роуз
- Айрин Райан — Луиза
- Херд Хэтфилд — Жорж Ланлер